# Tabriz
Tabriz (em persa: تبریز; em azeri: Təbriz; em arménio: Թավրիզ) é uma cidade no noroeste do Irã, servindo como capital da província do Azerbaijão Oriental. É a quinta cidade mais populosa do Irã. No vale do rio Curu na região histórica do Azerbaijão do Irã entre longas cristas de cones vulcânicos nas montanhas Saande e Einali, a elevação de Tabriz varia entre 1 350 e 1 600 metros (4 430 e 5 250 pés) acima do nível do mar. O vale se abre em uma planície que desce suavemente até as margens orientais do lago Úrmia, 60 quilômetros (37 milhas) a oeste. Com invernos frios e verões temperados, Tabriz é considerada uma estância de veraneio. Foi nomeada Cidade Mundial de Tecelagem de Tapetes pelo Conselho Mundial de Artesanato em outubro de 2015 e Cidade Turística Exemplar de 2018 pela Organização de Cooperação Islâmica.